# Mauk Mulder
Maurits (Mauk) Mulder (Gorinchem, 29 september 1922 – Leiden, 15 september 2016) was een Nederlands sociaal psycholoog die een belangrijke bijdrage heeft geleverd aan de ontwikkeling van de sociale- en organisatiepsychologie in Nederland en Europa. Hij is vooral bekend om zijn theorie over machtafstand.

## Academische carrière
Hij was zoon van Neeltje van den Adel en leraar middelbaar onderwijs Pieter Mulder.
Hij studeerde psychologie aan de Universiteit van Amsterdam en promoveerde daar in 1958 onder Jaap Koekebakker met het proefschrift Groepsstructuur, motivatie en prestatie over productiviteitsbevordering. Mulder werkte voor het Nederlands Instituut voor Preventieve Geneeskunde in Leiden. In 1956 werd hij docent sociale psychologie aan de Universiteit van Utrecht. Vanaf 1960 was hij buitengewoon hoogleraar in de sociale psychologie aldaar. Mulder was de oprichter en eerste voorzitter van de afdeling Sociale en Organisatiepsychologie aan de genoemde universiteit, opgericht in 1961 als het 'Instituut voor Sociale Psychologie'. In 1971 kreeg hij op eigen verzoek eervol ontslag en werd hij rector van het Instituut Bedrijfskunde aan de Technische Universiteit Delft en hoogleraar aan de Erasmus Universiteit Rotterdam.

### Machtafstandstheorie
Mulder ontwikkelde de machtafstandreductietheorie, die stelt dat mensen ernaar streven om de machtsafstand tot anderen te verkleinen of te vergroten. De belangrijkste stellingen van deze theorie zijn:
1. Machtsuitoefening leidt tot genoegen en vervult een autonome menselijke behoefte.
2. Mensen met macht willen de machtsafstand ten opzichte van minder machtigen behouden of vergroten.
3. Mensen streven ernaar de machtsafstand tot degenen met meer macht te verkleinen.

Met zijn theorie introduceerde Mulder de begrippen machtafstandvermeerderingstendens (MAV) en machtafstandreductietendens (MAR).

## Eerbetoon
In 1973 won hij de Henriette Roland Holstprijs voor zijn sociologisch-essayistisch werk Het spel om macht over verkleining en vergroting van machtsongelijkheid.
In 2008 werd hij onderscheiden door de Commissaris van de Koningin Harry Borghouts als Officier in de Orde van Oranje-Nassau.